# Fußballspiel Atalanta Bergamo – FC Valencia am 19. Februar 2020
Das Fußballspiel Atalanta Bergamo – FC Valencia am 19. Februar 2020, auch bekannt als Partita zero (italienisch), Game Zero (englisch), Spiel zero oder Spiel null, war ein Fußballspiel im Rahmen der UEFA Champions League 2019/20, das im Stadio San Siro in Mailand stattfand. Atalanta Bergamo gewann dieses Achtelfinal-Hinspiel gegen den FC Valencia mit 4:1.
In den Tagen nach dem Spiel entwickelte sich die Provinz Bergamo zu einem Hotspot der COVID-19-Pandemie in Italien. Aufgrund der mutmaßlichen Bedeutung des Spiels hinsichtlich der Verbreitung der COVID-19-Pandemie in Italien und Spanien erzeugte die Begegnung internationale Medienresonanz.

## Hintergrund
Atalanta Bergamo hatte sich durch das Erreichen des dritten Rangs in der Serie A 2018/19 erstmals für die Champions League qualifiziert, wohingegen der FC Valencia durch den vierten Platz in der Primera División 2018/19 zum zweiten Mal in Folge in der Champions League zugegen war.
Da das Gewiss Stadium in Bergamo seit April 2019 umgebaut wird, trug Atalanta Bergamo seine Heimspiele im Stadio San Siro in Mailand aus.

## Der Weg ins Achtelfinale
Anmerkung: Die Ergebnisse werden jeweils aus Sicht der Achtelfinalisten angegeben.
| Pl. | Verein           | Sp. | S | U | N | Tore    | Diff. | Punkte |
| --- | ---------------- | --- | - | - | - | ------- | ----- | ------ |
| 1.  | Manchester City  | 6   | 4 | 2 | 0 | 016:400 | +12   | 14     |
| 2.  | Atalanta Bergamo | 6   | 2 | 1 | 3 | 008:120 | −4    | 07     |
| 3.  | Schachtar Donezk | 6   | 1 | 3 | 2 | 008:130 | −5    | 06     |
| 4.  | Dinamo Zagreb    | 6   | 1 | 2 | 3 | 010:130 | −3    | 05     |

| Pl. | Verein         | Sp. | S | U | N | Tore    | Diff. | Punkte |
| --- | -------------- | --- | - | - | - | ------- | ----- | ------ |
| 1.  | FC Valencia    | 6   | 3 | 2 | 1 | 009:700 | +2    | 11     |
| 2.  | FC Chelsea     | 6   | 3 | 2 | 1 | 011:900 | +2    | 11     |
| 3.  | Ajax Amsterdam | 6   | 3 | 1 | 2 | 012:600 | +6    | 10     |
| 4.  | OSC Lille      | 6   | 0 | 1 | 5 | 004:140 | −10   | 01     |

## Spieldaten
| Atalanta Bergamo                              | Atalanta Bergamo | FC Valencia | FC Valencia |
| --------------------------------------------- | --- | --- | ----------- |
| Atalanta Bergamo                              | \| 19. Februar 2020 in Mailand (Stadio San Siro) \| \| Ergebnis: 4:1 (2:0) \| \| Zuschauer: 44.236[13] \| \| Schiedsrichter: Michael Oliver ( England) \| \| Spielbericht \| | \| 19. Februar 2020 in Mailand (Stadio San Siro) \| \| Ergebnis: 4:1 (2:0) \| \| Zuschauer: 44.236[13] \| \| Schiedsrichter: Michael Oliver ( England) \| \| Spielbericht \|                                                                             | FC Valencia |
| Atalanta Bergamo                              | Pierluigi Gollini – Mattia Caldara (75. Duván Zapata), José Luis Palomino, Rafael Tolói – Robin Gosens, Remo Freuler, Marten de Roon, Hans Hateboer – Papu Gómez (81. Ruslan Malinowskyj), Mario Pašalić (90.+2' Adrien Tameze), Josip Iličić Cheftrainer: Gian Piero Gasperini | Jaume Doménech – José Gayà, Mouctar Diakhaby, Eliaquim Mangala, Daniel Wass – Carlos Soler, Geoffrey Kondogbia, Dani Parejo , Ferrán Torres – Maximiliano Gómez (73. Kevin Gameiro), Gonçalo Guedes (65. Denis Tscheryschew) Cheftrainer: Albert Celades | FC Valencia |
| Atalanta Bergamo                              | 1:0 Hateboer (16.) 2:0 Iličić (42.) 3:0 Freuler (57.) 4:0 Hateboer (62.) | 4:1 Tscheryschew (66.) | FC Valencia |
| Atalanta Bergamo                              | Hateboer (79.) | | FC Valencia |
| 19. Februar 2020 in Mailand (Stadio San Siro) | | |             |
| Ergebnis: 4:1 (2:0)                           | | |             |
| Zuschauer: 44.236                             | | |             |
| Schiedsrichter: Michael Oliver ( England)     | | |             |
| Spielbericht                                  | | |             |

## Nachwirkungen

### Sportliche Nachwirkungen
Durch den 4:1-Sieg verschaffte sich Atalanta Bergamo eine gute Ausgangslage für das Rückspiel. In der Rückbegegnung, die am 10. März 2020 in Valencia aufgrund der COVID-19-Pandemie ohne Zuschauer stattfand, setzten sich die Italiener erneut durch, diesmal mit 4:3, und qualifizierten sich somit für das Viertelfinale gegen Paris Saint-Germain im Rahmen des Finalturniers am 12. August in Lissabon, das Atalanta Bergamo mit 1:2 verlor.

### Auswirkungen auf die COVID-19-Pandemie

#### Entwicklung der Fallzahlen
Bis Mitte Februar 2020 hatte es sowohl in Italien als auch in Spanien nur einzelne Fälle registrierter Erkrankungen an COVID-19 gegeben, wobei vermutet wird, dass es bereits im Januar zahlreiche unerkannte Fälle in Italien gegeben haben könnte.
Von den über 44.000 Zuschauern des Spiels am 19. Februar 2020 in Mailand waren etwa 2.500 Fans aus Valencia angereist, die übrigen Zuschauer, darunter viele ältere Atalanta-Anhänger, stammten überwiegend aus der Provinz Bergamo. In Bergamo hatten zahlreiche Einwohner das Spiel in stark gefüllten Bars verfolgt und etwa 46.000 Anhänger waren nach Mailand gereist.
Den ersten COVID-19-Fall in Valencia hatte es am 13. Februar gegeben, ein Tag nach dem Spiel wurde in Mailand erstmals ein Patient positiv auf COVID-19 getestet. Nach dem Spiel entwickelte sich die Provinz Bergamo zu einem Hotspot der Coronavirus-Pandemie in Italien, bereits eine Woche nach dem Spiel lagen dort 117 Fälle vor, nach zwei Wochen über 800 und schließlich gab es mehr als 7.000 Infizierte und 1.000 Tote. Für die Bergamo umfassende Region Lombardei wurde am 7. März der Ausnahmezustand erklärt und umfangreiche Einschränkungen der Bewegungsfreiheit beschlossen.
In Mailand hingegen gab es trotz zahlreicher Übernachtungen und Feiern der Fußballfans in der Folge keine sprunghafte Zunahme der Erkrankungen.
Während bei Atalanta Bergamo lediglich Marco Sportiello infiziert war, waren beim FC Valencia im März laut Vereinsangaben 35 Prozent der Mitarbeiter sowie mindestens fünf Spieler an COVID-19 erkrankt, ebenso ein beim Spiel in Mailand anwesender spanischer Journalist. Später wurde bekannt, dass auch Bergamos Trainer Gian Piero Gasperini an COVID-19 erkrankt war und trotz Symptomen an dem Spiel teilgenommen hatte.

#### Bewertung der Rolle des Spiels
Einige italienische Medien behaupteten, spanische Fans hätten die Erkrankung nach Italien gebracht, was jedoch nicht belegt ist.
Hingegen sprach laut italienischem Zivilschutz unter anderem die Tatsache, dass in Mailand die Fallzahlen nicht stark angestiegen waren, gegen die These, dass das Spiel maßgeblich für die Verbreitung der Krankheit gewesen sei. Dennoch schließt der Zivilschutz nicht aus, dass die Partie zur Ausbreitung beigetragen habe.
Auch das Istituto superiore di sanità, die nationale Gesundheitsbehörde in Rom, erklärte, dass keine Zahlen vorlägen, „die einen Anstieg der Infektionen in der Provinz Bergamo auf dieses Fußballspiel zurückführen lassen.“
Dem Immunologen Francesco Le Foche aus Rom zufolge habe das Spiel zwar zur Verbreitung des Virus beigetragen, jedoch habe es mehrere weitere Faktoren gegeben, die die schnelle Ausbreitung des Coronavirus in der Provinz Bergamo begünstigt hätten. So sei die Provinz durch „große wirtschaftliche Aktivitäten und starken sozialen Austausch“ geprägt. Ebenso herrsche dort große Arbeitsamkeit und es sei verbreitet, „Krankheiten nicht so ernst“ zu nehmen.
Bereits vor dem Anstieg der Fallzahlen in Bergamo hatte es in der nahegelegenen Provinz Lodi zahlreiche COVID-19-Erkrankungen gegeben. 14 Tage vor der restlichen Lombardei traten in Lodi starke Einschränkungen in Kraft. Der Umstand, dass in Bergamo trotz eines exponentiellen Anstiegs der Fallzahlen erst spät Gegenmaßnahmen ergriffen wurden, könnte zu der hohen Ausbreitungsgeschwindigkeit in Bergamo beigetragen haben.
Nach Meinung des Bürgermeisters von Bergamo sei das Spiel zwar „eine Gelegenheit für starke Ansteckungen“ gewesen, die Ursache des Ausbruchs in Norditalien sieht er allerdings in einem Krankenhaus in Alzano Lombardo, wo eine COVID-19-Erkrankung nicht als solche erkannt worden sei.
In Anlehnung an den Begriff Patient null wird die Partie als „Spiel null“ bezeichnet.